# Långvingad petrell
Långvingad petrell (Pterodroma macroptera) är en fågel i familjen liror som förekommer på södra halvklotet i Atlanten och Indiska oceanen.

## Utseende
Långvingad petrell är en rätt stor (42–45 cm) lira med helt mörkbrun fjäderdräkt, förutom en vit fläck av varierande storlek nära roten av den svarta näbben. Nordöpetrellen (P. gouldi), tidigare behandlad som underart, är något större och har mycket mer utbrett grått på panna, haka och i ansiktet.
Den skiljs från mörka gråliran och kortstjärtad lira genom helmörka vingundersidor, dess korta, kraftiga näbb och annorlunda proportioner. Mörka petreller i släktet Procellaria är ännu större och har mindre studsande flykt.

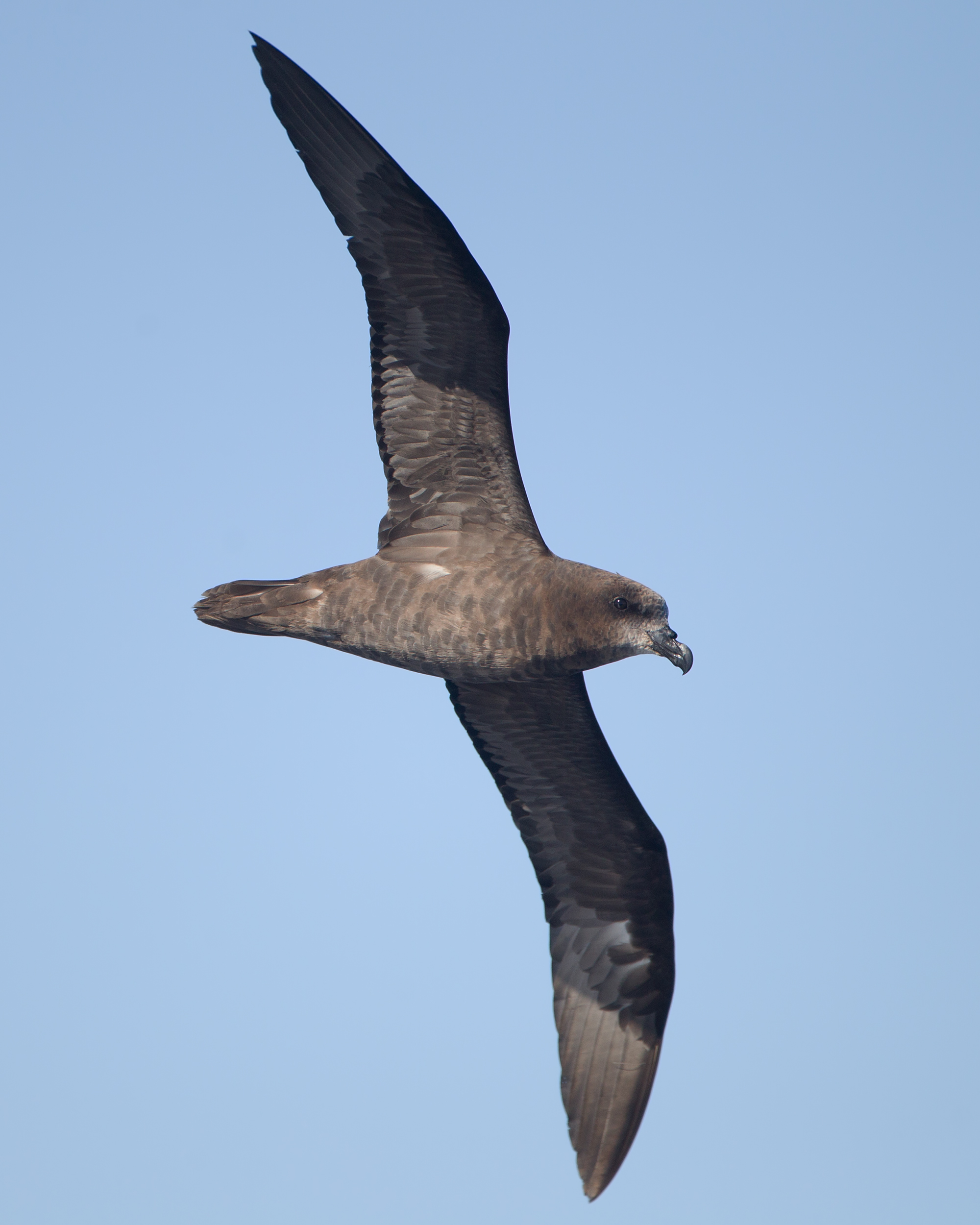

## Utbredning och systematik
Långvingad petrell häckar på öar i södra Atlanten och södra Indiska oceanen: Tristan da Cunha, Gough Island, Marion Island, Crozetöarna och Kerguelen samt utanför sydvästra Australien. Den sprider sig från södra Atlanten och Indiska oceanen till Tasmanska havet. 30 augusti 2020 gjordes ett fynd i spanska Galicien.
Tidigare behandlades nordöpetrell (P. gouldi) som en underart till långvingad petrell och vissa gör det fortfarande. Studier visar dock att de bör behandlas som två olika arter.

## Levnadssätt
Långvingad petrell lever mestadels av bläckfisk, till en mindre grad även av fisk och kräftdjur. Den jagar mestadels nattetid. Ibland följer den valar och sällskapar med andra havsfåglar. Fågeln häckar under södra halvklotets vinter, från april och framåt, antingen enstaka eller i små kolonier i hålor i marken eller bland klippblock och låg vegetation.

## Status och hot
Arten har ett stort utbredningsområde och en stor population, men tros minska i antal, dock inte tillräckligt kraftigt för att den ska betraktas som hotad. IUCN kategoriserar därför arten som livskraftig (LC). Världspopulationen uppskattas till fler än 1,5 miljoner individer.